# Waldo Roldán
Waldo Carmen Roldán (Ca. 1933-4 de febrero de 2020) fue un militar argentino que sirvió en el terrorismo de Estado en Argentina como oficial de inteligencia.

## Trayectoria
En 1980, estaba en la Jefatura II-Inteligencia del EMGE y pasó, en comisión, al Batallón de Inteligencia 601. Desempeñó el cargo de jefe de la Central de Inteligencia.

## Enjuiciamiento y condena
Roldán fue enjuiciado en la causa «Guerrieri Pascual Oscar y otros/Privación ilegal de la libertad personal» que investigaba sobre la desaparición forzada de las cinco personas en 1980. El 18 de diciembre de 2007, el Juzgado Nacional en lo Federal y Correccional N.º 4 sentenció a los militares de este operativo con condenas de entre 21 y 25 años de prisión. Roldán recibió una pena de 23 años.
En 2019, la Corte Suprema de Justicia de la Nación Argentina denegó el beneficio del «dos por uno» para Roldán, por ser un condenado por delitos de lesa humanidad.
Murió el 4 de febrero de 2020 a los ochenta y siete años en el centro penintenciario donde cumplía condena.